# Koruna planety

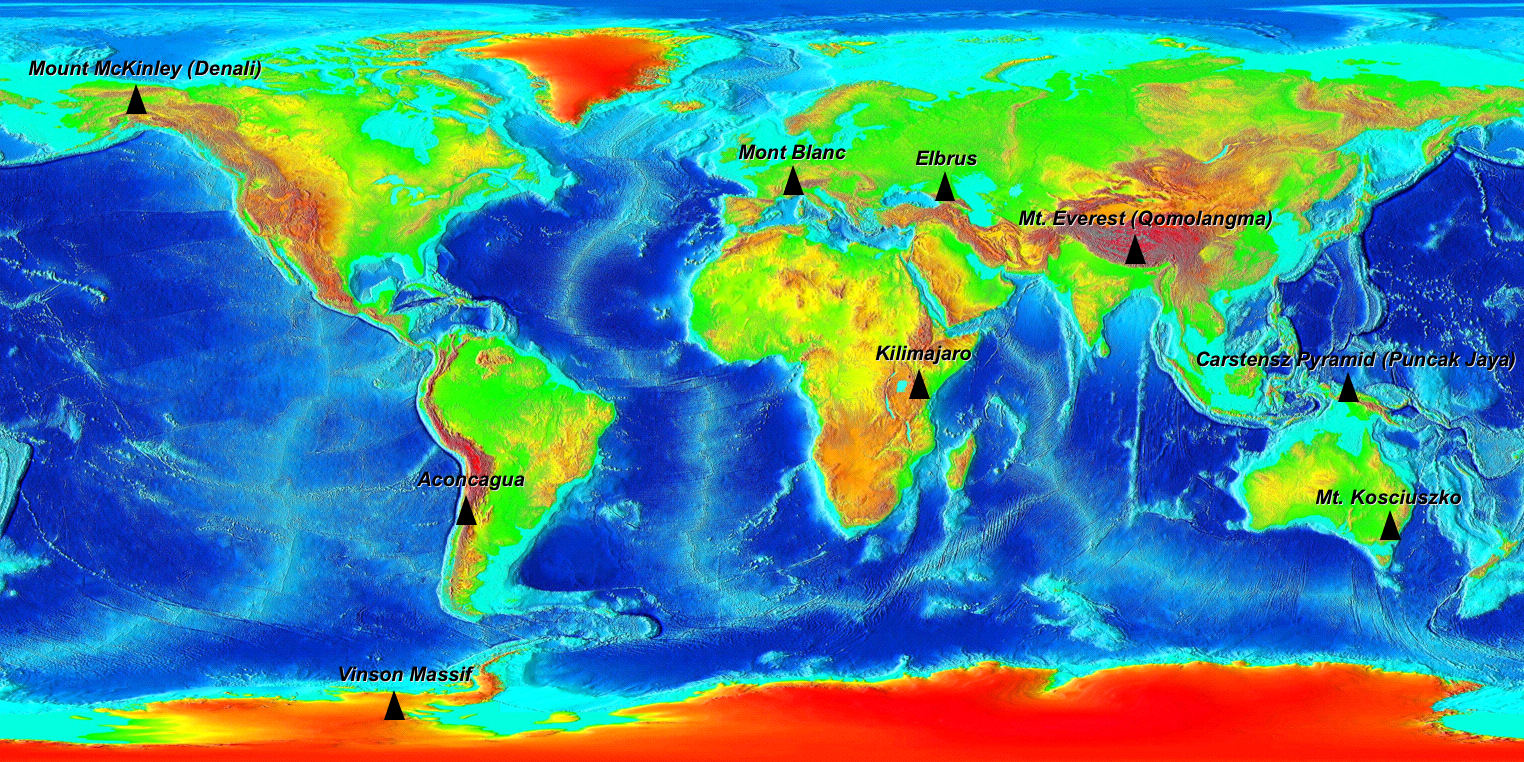
Vrcholy Seven Summits. Mapa ukazuje devět možných vrcholů, podle různých definic kontinentálních hranic.

Koruna planety nebo Sedm vrcholů (anglicky Seven Summits) je souhrnné označení pro nejvyšší hory každého ze sedmi kontinentů světa. Zdolání všech sedmi vrcholů je horolezecká výzva, která byla poprvé definována v 80. letech 20. století amatérským horolezcem a podnikatelem Richardem Bassem.

## Definice projektu
Vzhledem k rozdílně definovaným hranicím kontinentů a diskusím, kolik kontinentů existuje, byl projekt Koruna planety založen na modelu kontinentů používaném v západní Evropě, USA a Austrálii.

### Oceánie
Nejvyšší horou na australské pevnině je Mount Kosciuszko (2228 m). Nicméně nejvyšší horou jak australského kontinentu, tak i šířeji definovaného kontinentu Oceánie, je Puncak Jaya (Carstensz Pyramid, 4884 m), která leží v indonéské provincii Papua na ostrově Nová Guinea. Tento ostrov se nachází na australském kontinentálním šelfu.
Některé zdroje uvádějí jako nejvyšší horu Oceánie Mount Wilhelm (4509 m), protože řadí Indonésii k asijskému kontinentu. Tato hora je součástí Bismarckova pohoří na ostrově Papua Nová Guinea.

### Evropa
Na evropském kontinentu je za nejvyšší horu považován Mont Blanc (4808 m). Jiné zdroje uvádějí Elbrus (5642 m) na Kavkaze, přičemž je sporné, zda tento vrchol patří do prostoru evropských hranic.

## Bassův a Messnerův seznam
Poprvé vytvořil seznam Koruny planety Bass. Uvedl v něm nejvyšší horu pevninské Austrálie Mount Kosciuszko (2228 m). Reinhold Messner vytvořil modifikovaný seznam, v němž Mount Kosciuszko nahradil vrcholem Puncak Jaya (4884 m). Žádný z obou seznamů neobsahoval Mont Blanc.
| X | X | Kilimandžáro (vrchol Kibo) | 5895 m | Afrika              | Kilimandžáro        | Tanzanie    |
| X | X | Vinson Massif              | 4892 m | Antarktida          | Ellsworthovo pohoří | –           |
| X | X | Mount Everest              | 8849 m | Asie                | Himálaj             | Nepál, Čína |
| X |   | Kosciuszko                 | 2228 m | Austrálie           | Sněžné hory         | Austrálie   |
|   | X | Puncak Jaya                | 4884 m | Austrálie a Oceánie | Sudirman            | Indonésie   |
| X | X | Elbrus                     | 5642 m | Evropa              | Kavkaz              | Rusko       |
| X | X | Aconcagua                  | 6961 m | Jižní Amerika       | Andy                | Argentina   |
| X | X | Denali (Mount McKinley)    | 6190 m | Severní Amerika     | Kordillery          | USA         |

## Historie
Podnikatel a amatérský horolezec Richard Bass si uložil za cíl vylézt na všechny nejvyšší vrcholy sedmi kontinentů, což také splnil. Nejtěžším výstupem byla expedice na Mount Everest, který zdolal 30. dubna 1985.
Prvním, kdo přijal výzvu Messnerova seznamu, byl Pat Morrow, který cíl splnil 7. května 1986. Stal se také prvním horolezcem, který slezl všech osm hor obsažených v obou seznamech.
Do března 2007 splnilo cíl Koruny planety na 198 horolezců. Zhruba 30 % z nich vylezlo na všech osm vrcholů.
První ženou, která dokázala úspěšně splnit tento projekt, byla Džunko Tabei (28. červenec 1992).
Prvním horolezcem, který vylezl na všechny hory bez pomoci umělého kyslíku, byl Reinhold Messner.

### Česká stopa
Čech Miroslav Caban dokázal úspěšně ukončit tento projekt 27. srpna 2005. Navíc je teprve druhým člověkem v historii po Messnerovi, kterému se podařilo zdolat všechny vrcholy bez pomoci přídavného kyslíku.
Nedlouho po něm, v prosinci roku 2005, projekt dokončil další Čech, Vladimír Nosek. Projekt zakončil výstupem na Mt.Vinson, nejvyšší horu Antarktidy. Na všechny vrcholy vystoupil bez pomocného kyslíku.
Další Čech, kterému se podařilo do tohoto seznamu zařadit je Pavel Bém, který tento projekt dokončil na přelomu roku 2009/2010, ale Everest s kyslíkem.
Čtvrtou osobou českého původu a zároveň první ženou je Renata Chlumská, horolezkyně žijící ve Švédsku, která má kromě švédského i české občanství. V prosinci 2014 vystoupila na nejvyšší horu Antarktidy Mount Vinson. Na Mt. Everest vystoupila v roce 1999 jako první Švédka a Češka, s kyslíkem. Zbývajících šest vrcholů zvládla během šesti měsíců.
Eva Perglerová z Přeštic na Plzeňsku dokončila " Korunu planety"   4.7. 2024. Kyslik pouzila pouze v závěrečné fázi výstupu na Mt.Everest.
Kilimanjaro   26.7.1997                              Mont Blanc  9.9.1999                         Carstenz Pyramid   3.10.2013          Aconcagua  10.2022                                    Mt. Everest  24.5.2023                     Mt.Vinson 8.1.2024                                Denali  6.6.2024                                      Elbrus 4.7.2024
V říjnu 2019 dokončil tento projekt po dvou desetiletích také Radek Jaroš, který byl spolu s výše uvedeným Vladimírem Noskem na Everestu již v roce 1998, mezi tím však do roku 2014 vystoupil jako jediný Čech na všech čtrnáct osmitisícovek a další kontinenty zkompletoval až poté.
Jan Poláček dokončil "Korunu země" 5. června 2025. Projekt absolvoval za rok a měsíc. Prvním výstupem "Koruny země" byl Mount Everest 21. května 2024 v 11 hod. Pouze tady použil kyslík. Korunu země zdolal se svou manželkou Lenkou Poláčkovou (Vacvalovou), jež se stala první Slovenkou, která tento projekt dokončila a navíc bez pomoci kyslíku.
| Korunovaní Češi | Korunovaní Češi | Korunovaní Češi | Korunovaní Češi | Korunovaní Češi | Korunovaní Češi | Korunovaní Češi   | Korunovaní Češi | Korunovaní Češi | Korunovaní Češi | Korunovaní Češi |
| Datum           | Jméno           | Kilimandžáro    | Vinson Massif   | Mount Everest   | Kosciuszko      | Carstensz Pyramid | Elbrus          | Aconcagua       | Denali          | kyslík          |
| --------------- | --------------- | --------------- | --------------- | --------------- | --------------- | ----------------- | --------------- | --------------- | --------------- | --------------- |
| srpen 2005      | Miroslav Caban  | 2004            | 2004            | 2002            | 2005            | 2005              | 2004            | 2005            | 2004            | bez kyslíku     |
| prosinec 2005   | Vladimír Nosek  |                 | prosinec 2005   | 1998            |                 |                   |                 |                 |                 | bez kyslíku     |
| 2010            | Pavel Bém       |                 |                 | 2007            |                 |                   |                 |                 |                 | s kyslíkem      |
| prosinec 2014   | Renata Chlumská | 2014            | prosinec 2014   | 1999            |                 |                   | 2014            | 2014            | 2014            | s kyslíkem      |
| květen 2018     | Ivo Grabmüller  | 2009            | prosinec 2017   | květen 2018     |                 | 2016              | 2013            | 2012            | 2017            | s kyslíkem      |
| říjen 2019      | Radek Jaroš     | říjen 2019      | prosinec 2017   | květen 1998     | srpen 2017      |                   | říjen 2016      | leden 2019      | květen 2016     | bez kyslíku     |
| prosinec 2023   | Tomáš Otruba    | srpen 2017      | prosinec 2023   | květen 2022     | březen 2023     | Březen 2025       | červen 2016     | leden 2015      | červen 2015     | s kyslíkem      |

### Slovenská stopa
Tento projekt dokončil v roku 2003 horolezec Peter Hámor s kyslíkem.
Lenka Poláčková (Vacvalová) dokončila v 5. června 2025. Korunu země absolvovala za rok a měsíc. Prvním výstupem "Koruny země" byl Mount Everest 21. května 2024 v 11 hod. Všechny bez užití kyslíku. Korunu země zdolala se svým manželem Janem Poláčkem, který se tak stal dalším Čechem, který tento projekt dokončil.

## Galerie

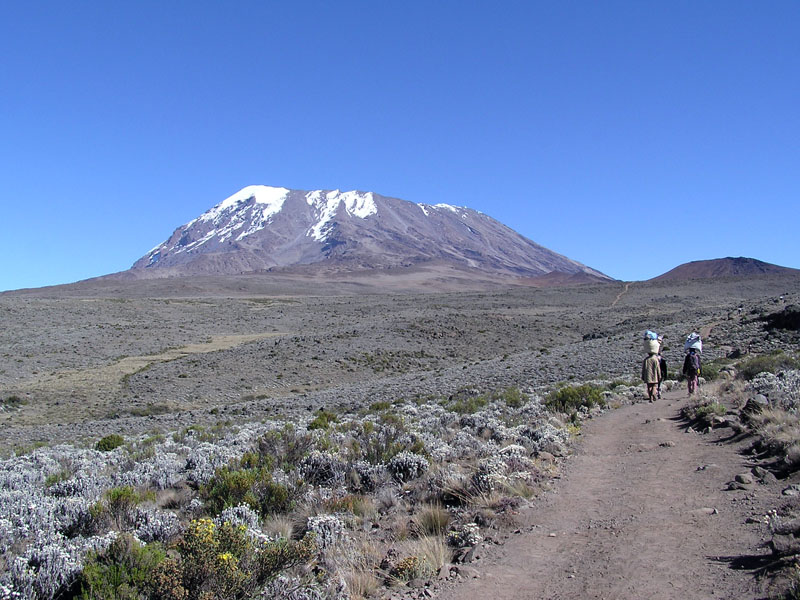
Afrika: Kilimandžáro (5895 m n. m.)
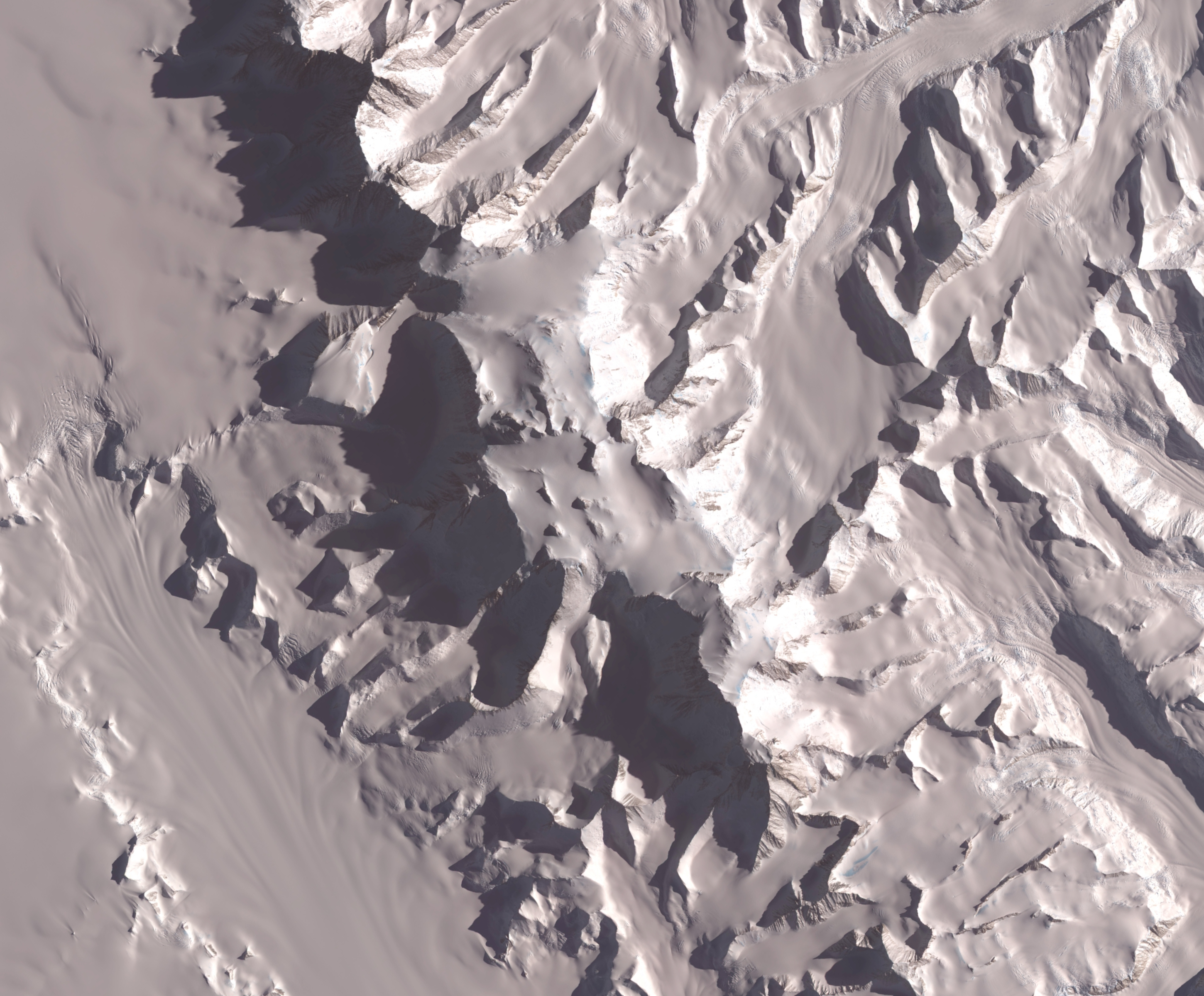
Antarktida: Vinson Massif (4892 m n. m.)
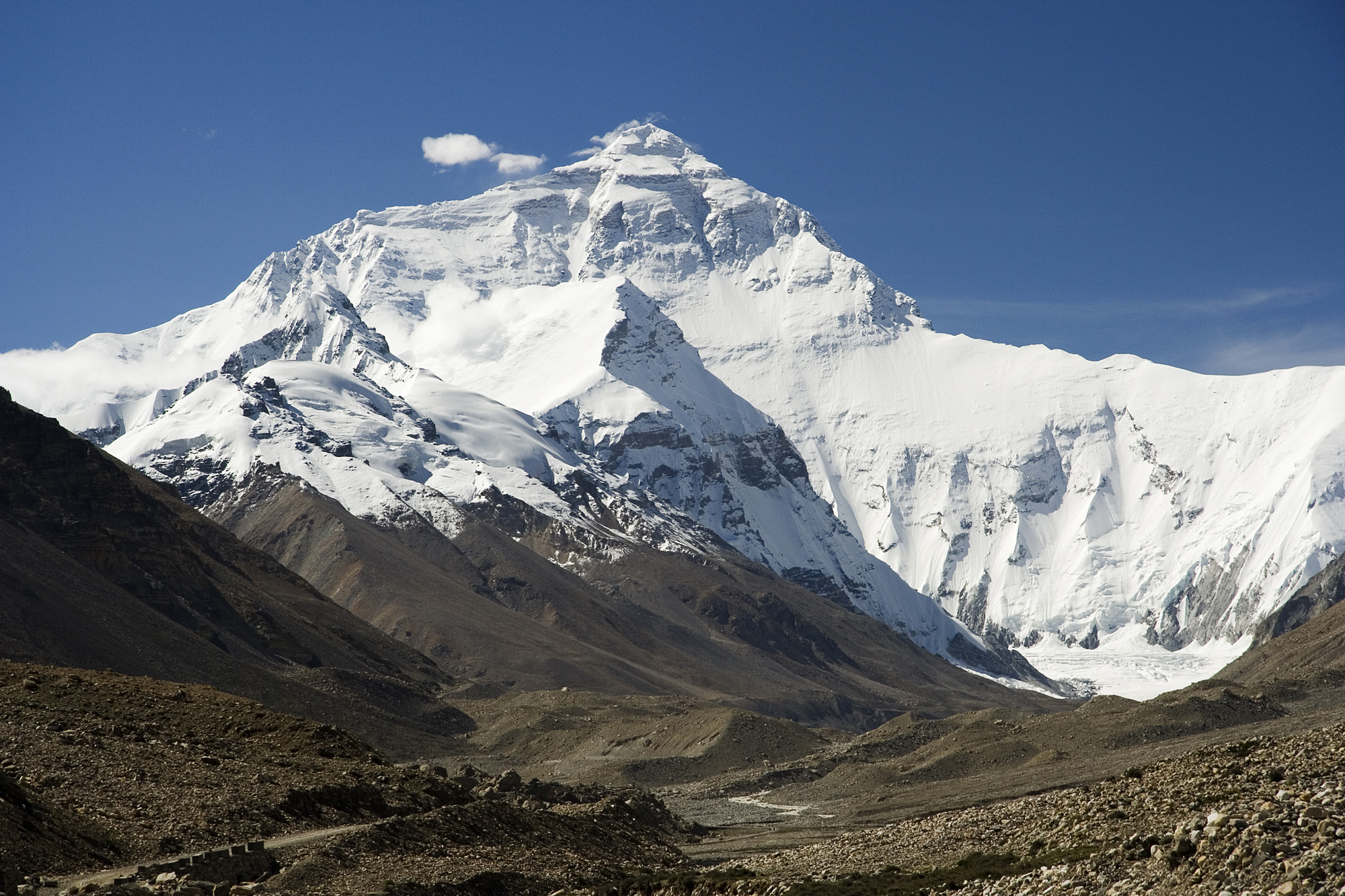
Asie: Mount Everest (8849 m n. m.)
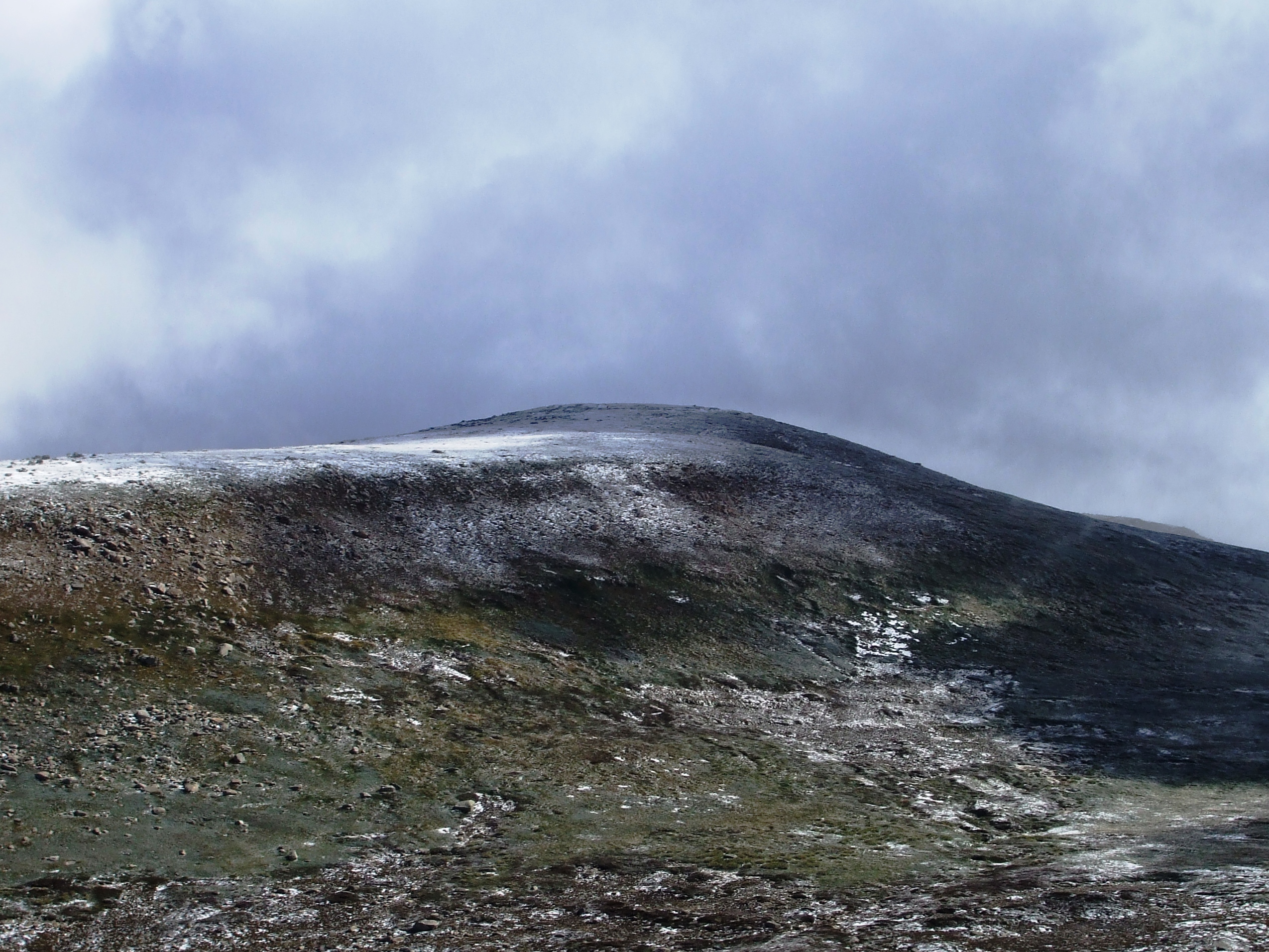
Austrálie: Mount Kosciuszko (2228 m n. m.)
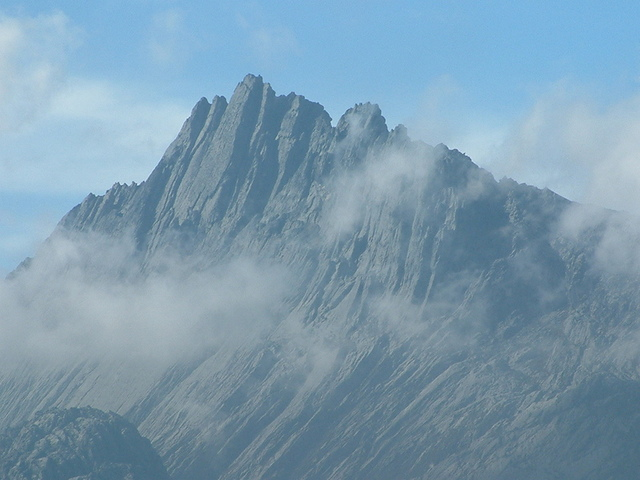
Austrálie a Oceánie: Puncak Jaya (4884 m n. m.)
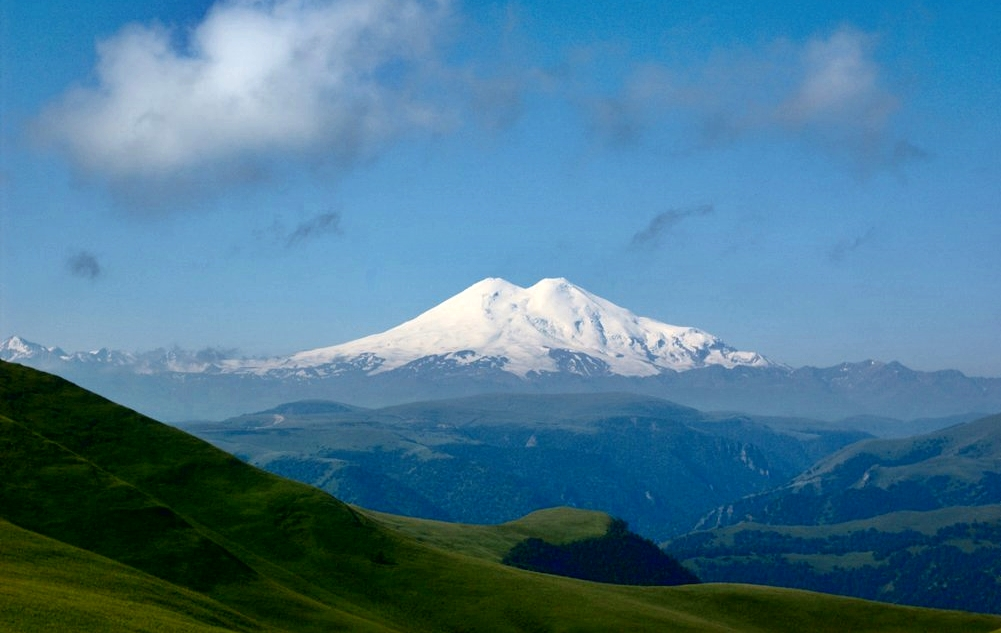
Evropa: Elbrus (5642 m n. m.)
Evropa: Mont Blanc (4807,8  m n. m.)
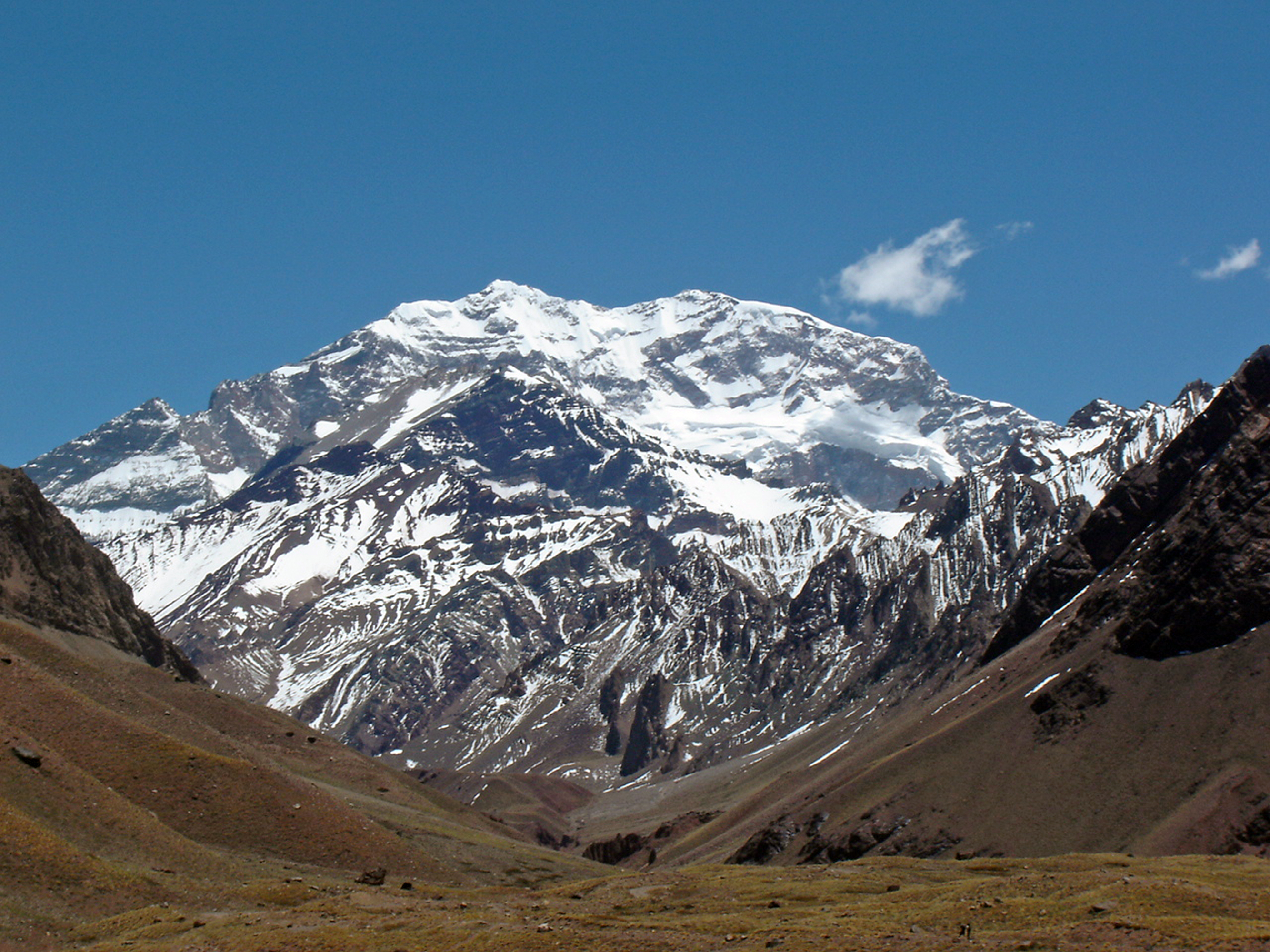
Jižní Amerika: Aconcagua (6962 m n. m.)
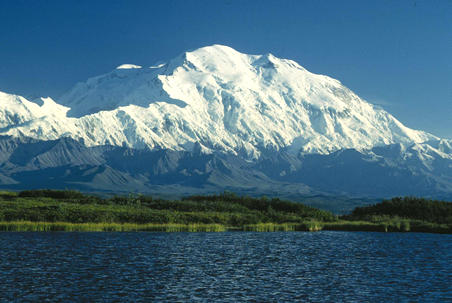
Severní Amerika: Denali (6190 m n. m.)